# ایسکیتیم
شهر ایسکیتیم (به روسی: Искитим) در کشور روسیه و در استان نووسیبیرسک واقع شده‌است.